# حسن قزاز
حسن عبد الحي عابد قزاز، (ولد عام 1338هـ / 1918م بمكة المكرمة) رائد صحافة سعودي، يُعد من الرعيل الأول المؤسس لصناعة الصحافة في السعودية. كان مؤسساً ورئيساً للتحرير وعضواً في المؤسسات الصحافية إضافة إلى مشاركاته الثقافية والفكرية ومؤلفاته عن الأمن الوطني والإنسانيات والإعلام.
أصدر من جدة عام 1377هـ جريدة عرفات، وهو أول رئيس تحرير لجريدة البلاد بعد اندماجها عام 1378هـ ويعد أول من أسس مكتبا صحفيا لصحيفة سعودية خارج البلاد وكان ذلك بتأسيسه مكتبا للجريدة في بيروت ثم في الخرطوم. له عدة مؤلفات منها: أهل الحجاز بعبقهم التاريخي، الأمن الذي نعيشه، مشواري مع الكلمة.

## النشأة
درس علوم القرآن واللغة العربية على يد عدد من العلماء في الحرم المكي الشريف، ثم درس في مدارس الفلاح.

## الحياة العملية
بدأ حياته العملية طابع آلة كاتبة في الشركة العربية للسيارات، وفي عام 1957 أصدر صحيفة «عرفات» من مدينة جدة التي اندمجت مع «البلاد» السعودية وصدرت باسم البلاد ورأس تحريرها بالاشتراك مع فؤاد شاكر وهو عضو مؤسس في مؤسسة البلاد للصحافة والنشر.
في قطاع المال والأعمال أمتلك مصنعاً للطوب الأحمر والمواسير الفخارية، كما انتخب لعضوية إدارة شركة كهرباء جدة وظل في العضوية دورتين كاملتين.

## مؤلفات
له مجموعة من الاصدارات من بينها «مشواري مع الكلمة» و«الأمن الذي نعيشه» و«الإعلام في عهد الملك عبد العزيز» و«أهل الحجاز بعبقهم التاريخي».

## وفاته
توفي في مدينة جدة بالسعودية، عن عمر يناهز 82 عاماً، بعد أن أمضى أكثر من 60 عاماً في الصحافة السعودية.